# Marbais
Marbais är en ort i Belgien.   Den ligger i provinsen Vallonska Brabant och regionen Vallonien, i den centrala delen av landet, 40 km söder om huvudstaden Bryssel. Marbais ligger 146 meter över havet och antalet invånare är 3 014.
Terrängen runt Marbais är platt. Runt Marbais är det tätbefolkat, med 709 invånare per kvadratkilometer.. Närmaste större samhälle är Charleroi, 16,3 km söder om Marbais. 
Trakten runt Marbais består till största delen av jordbruksmark.